# Éditions L'Âge d'Homme
L'Âge d'Homme es una editorial fundada en 1966 en Lausana (Suiza) por el serbio Vladimir Dimitrijević con la ayuda del escritor y editor francés Dominique de Roux. Su sede está en Lausana.

## Presentación
La editorial se dio a conocer con la difusión de autores eslavos a través de su colección « Classiques slaves ». Con el paso del tiempo, L'Âge d'Homme diversifica su línea editorial, publicando revistas literarias, estudios universitarios, obras de ficción y numerosos autores suizos como Henri-Frédéric Amiel, Étienne Barilier, Gaston Cherpillod, Charles-Albert Cingria, Georges Haldas, Charles-Ferdinand Ramuz, Léon Savary o franceses como Pierre Gripari, Alain Paucard, Paul-Gilbert Langevin o Jean-Luc Caron.
Entre los años 1960 y 1980, L'Âge d'Homme fue una de las principales editoriales francófonas de autores disidentes del régimen comunista con autores como Aleksandr Zinóviev.
Durante las guerras civiles de Yugoslavia en los años 1990, la editorial publicó obras de apoyo a Serbia.
L'Âge d'Homme publica ensayos sobre política, historia, cultura y filosofía de autores de derechas como Alain de Benoist, Pierre Marie Gallois, Éric Werner, o Alexandre Del Valle. Pero también ha publicado varios volúmenes del autor libertario Octave Mirbeau : tres tomos de su Correspondance générale, sus Combats littéraires, L'Abbé Jules y la novela Sébastien Roch, así como el monumental Dictionnaire Octave Mirbeau. L'Âge d'Homme también ha publicado autores anarquistas como Max Stirner (El único y su propiedad, Dossier H), Noël Godin (Anthologie de la subversion carabinée), libros sobre Dadá, una colección titulada « Bibliothèque Mélusine », y una revista, Mélusine (Cahiers du Centre de recherche sur le surréalisme), dedicadas al surrealismo y dirigidas por Henri Béhar.
La editorial también ha publicado poetas como Lucien Noullez, Ferenc Rákóczy, Monique Laederach o Pierrette Micheloud.
En 2011, L'Âge d'Homme había publicado unos 4500 títulos. Cuenta con una librería en París y otra en Ginebra. Desde el fallecimiento de Vladimir Dimitrijevic en 2011, la editorial está dirigida por su hija Andonia Dimitrijevic.

## Colecciones
- « Bibliothèque Mélusine »
- « Cahiers des avant-gardes »
- « Classiques slaves »
- « Dossiers H »
- « La Fronde » (dirigida por Slobodan Despot)
- « Les Grands poèmes du monde »
- « Grands Spirituels orthodoxes du XXe siècle »
- « Messages » (dirigida por Jean-Marc Berthoud)
- « Mobiles historiques »
- «Poche suisse» (dirigida por Jean-Michel Olivier)
- « Le rameau d'or »
- « Sophia »
- « Symbolon »
- « Être et devenir »
- « V »